# Karalla
Karalla es un género de peces de la familia Leiognathidae. Las especies son nativas de los océanos Índico y Pacífico. Fue descrito por Prosanta Chakrabarty y John Stephen Sparks en 2008.

## Especies
- Karalla daura (G. Cuvier, 1829)
- Karalla dussumieri (Valenciennes, 1835)